# برگ‌خشک برگ بو

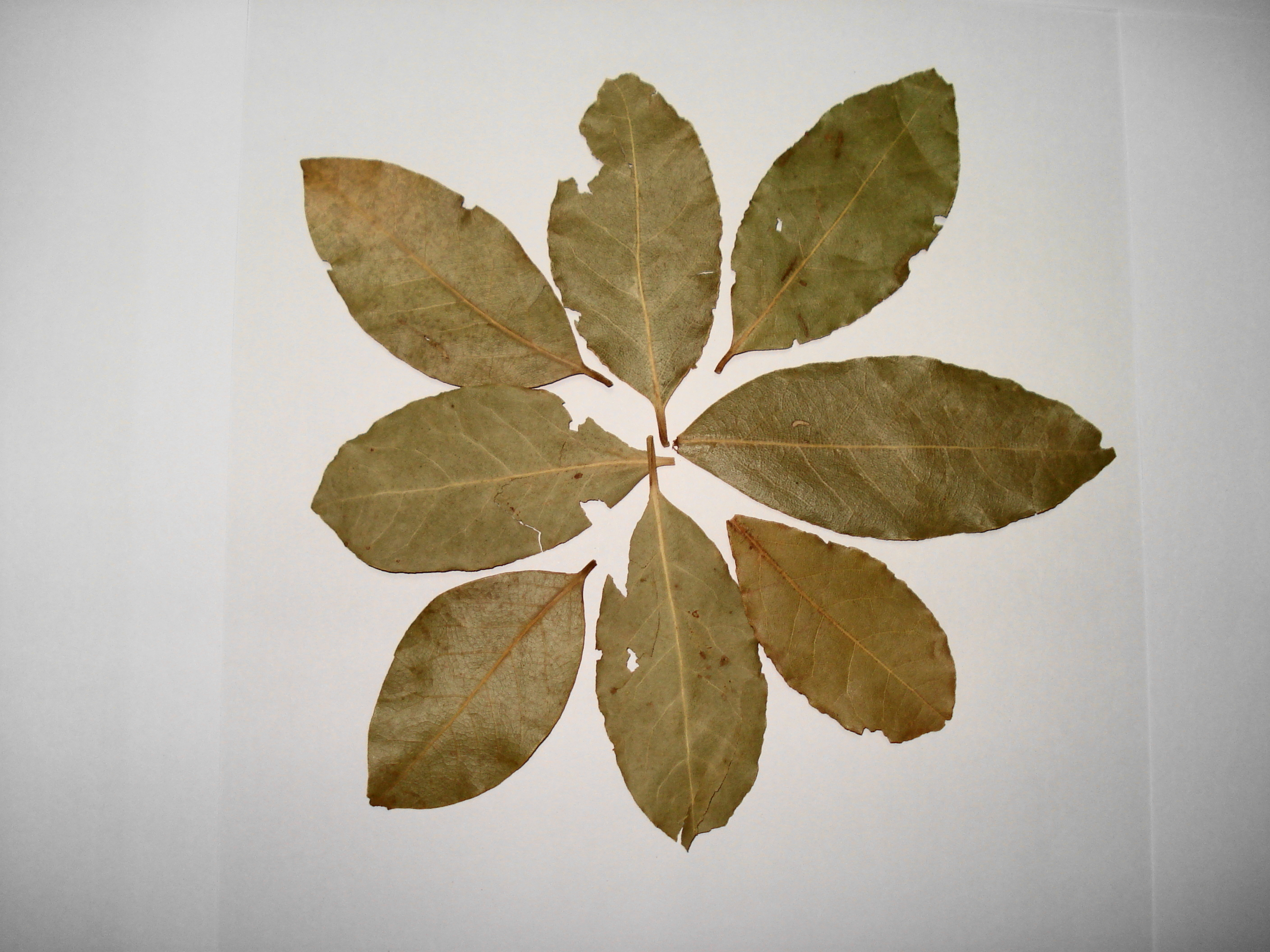
برگ‌خشک برگ بو

برگ‌خشک برگ بو (انگلیسی: Bay leaf) یا برگ درختچه برگ بو یک برگ معطر است که به‌طور معمول در پخت‌وپز به عنوان گیاه معطر مورد استفاده قرار می‌گیرد. این برگ معطر را می‌توان بدون خرد یا ریزریز کردن، به صورت خشک یا تازه استفاده کرد که در این حالت، قبل از صرف غذا می‌توان آن را از غذا جدا کرد، به‌طور معمول از این برگ کمتر به صورت پودر و آسیاب شده در غذا استفاده می‌شود. عطری که این برگ به غذا اضافه می‌کند به‌طور کلی مورد توافق همگانی قرار نگرفته‌است ولی بیشتر نظرات بر این عقیده استوار است که یک عطر دهنده ملایم است.
برگ‌های برگ بو در انواع آشپزی در سراسر جهان از قبیل آشپزی‌های هندی، فیلیپینی، اروپایی و کارائیب مورد استفاده قرار می‌گیرد. به‌طور نمونه از این برگ در گونه‌های غذایی سوپ، خورش، گوشت، خوراک دریایی و سبزیجات استفاده می‌گردد. قبل از اینکه غذاهایی که این برگ در آن استفاده شده‌است مورد مصرف قرار گیرند، باید این برگها را از درون غذا جدا کرد زیرا این برگ‌ها می‌توانند باعث ناهنجاری در سیستم گوارشی انسان شوند.